# Die Haarteppichknüpfer
Die Haarteppichknüpfer ist ein mehrfach ausgezeichneter Science-Fiction-Roman des deutschen Autors Andreas Eschbach. Er erschien 1995, war der erste große Erfolg des Autors und wurde ins Französische, Italienische, Tschechische, Polnische, Spanische und Englische übersetzt. Grundlage für den Roman war die gleichnamige Kurzgeschichte, die im Dezember 1985 im Literaturmagazin Flugasche erschien; sie bildet nun unverändert das erste Kapitel des Buches.

## Inhalt
Auf abertausenden Planeten in der Galaxis Gheera im vom Sternenkaiser Aleksandr dem 11. regierten Universum gibt es seit zehntausenden von Jahren den höchst angesehenen Beruf des Haarteppichknüpfers. Die Haarteppichknüpfer fertigen Haarteppiche aus den Haaren ihrer Frauen, Nebenfrauen und Töchter für den Palast des elften Sternenkaisers an. Sie arbeiten ihr ganzes Leben an einem Teppich. Wenn sie ihn am Ende ihres Lebens an die kaiserlichen Teppichhändler verkaufen, lebt die Familie des jeweils einzigen Sohnes dessen ganzes weiteres Leben lang vom Erlös dieses Teppichs, und der Sohn seinerseits knüpft einen weiteren Teppich für die Versorgung der nachfolgenden Generation.
Nach jahrtausendelanger Manipulation durch die Priesterschaft sieht die Bevölkerung der Haarteppichknüpferplaneten im Sternenkaiser ein gottgleiches Wesen. Spekulationen oder Berichte über eine Rebellion gelten als Ketzerei und werden gewöhnlich mit dem Tode bestraft.
Tatsächlich aber hat diese Revolution stattgefunden. Mit Ausnahme von Berenko Kebar Jubad ist auch dem Rat der Rebellen nicht bekannt, dass der Sternenkaiser, nach fast 100.000 Jahren unendlicher Macht und endlosen Lebens müde, 300 Jahre zuvor getarnt unter dem Namen Denkalsar – ein Anagramm Aleksandrs – den Samen der Rebellion selbst gesät hatte. Dem gefangengenommenen Rebellen Jubad schildert er seinen Plan für den Sturm seines Palastes durch die Rebellen und den eigenen Tod bis ins Detail. Auf Befehl des Sternenkaisers sollten die Menschen jedoch niemals etwas von seiner Beteiligung an der Revolte erfahren. Die Menschheit musste in der Überzeugung leben, den Sieg über den Kaiser aus eigener Kraft errungen zu haben, um stolz in die Zukunft blicken zu können.
Etwa 20 Jahre nachdem der Sternenkaiser gestürzt wurde, stößt der Rat der Rebellen zufällig auf das Phänomen der Haarteppiche. Da im Palast des Sternenkaisers kein einziger Teppich existiert, stellt sich die Frage, wohin die Teppiche verschwinden.
Emparak, der alte Archivar des Sternenkaisers, enthüllt der jungen Rebellin und Geschichtswissenschaftlerin Lamita schließlich das Geheimnis der Haarteppiche: Der zehnte Sternenkaiser, trotz oder wegen seiner unglaublichen Langlebigkeit mit Kahlköpfigkeit geschlagen, eroberte die Galaxie Gheera, „weil sie eben da ist“. Beim Besuch auf deren Hauptwelt Gheerh erwartete der Kaiser eine öffentliche Unterwerfungsgeste des geschlagenen Herrschers Pantap. Stattdessen demütigte Pantap ihn mit den Worten: „Deine Macht mag so groß sein, daß sie unsere Unterwerfung erzwingt, aber sie ist nicht groß genug, um Haare auf deinem Schädel wachsen zu lassen, kahlköpfiger Kaiser.“ Wütend prophezeite ihm darauf der Sternenkaiser, dass seine Macht aber ausreichend groß sei, um ganz Gheerh mit den Haaren von Pantaps Untertanen zu bedecken, und dass dieser dabei zusehen werde.
In der Folge wurde Pantap auf seinem Thron angekettet und an ein Lebenserhaltungssystem angeschlossen. Die Bevölkerung des unterworfenen Systems Gheera wurde in die Primitivität zurück gebombt. Ein Heer von Predigern wurde ausgeschickt, um ein religiös anmutendes System zu begründen, das Haarteppiche als angebliches Opfer für den göttlichen Kaiser forderte. Jahrtausendelang musste Pantap dann mit ansehen, wie die Oberfläche seines Heimatplaneten systematisch zerstört und mit den Haarteppichen seiner Untergebenen ausgelegt wurde. Die Galaxie Gheera wurde aus allen Sternenkarten und Datenspeichern getilgt und das Sternensystem Gheerh in einer künstlichen Dimensions-Falte versteckt – eine mehr als 100.000 Jahre andauernde Rache.

## Form / Stil
Erzählt wird in einzelnen, lose verknüpften Episoden, die stets andere Figuren begleiten und in unterschiedlichen Maßen zur Aufdeckung der Zusammenhänge beitragen. Die Geschichten sind von der Cut-up-Technik geprägt und erlauben so dem Leser, die Kapitel auch durcheinander zu lesen und trotzdem immer in einen gemeinsamen Kontext setzen zu können.

## Bezug zu weiteren Werken des Autors
Die Kurzgeschichtenanthologie "Eine unberührte Welt" von Andreas Eschbach enthält die Erzählung "Die Wiederentdeckung", die den Fund von Sternkarten auf einem Schrottplatz für Raumschiffe schildert, welche den Rebellen den Weg zur Galaxis Gheera weisen.
Der Roman "Quest" spielt ebenfalls im Universum der Haarteppichknüpfer, verfolgt aber einen gänzlich anderen Handlungsstrang. Der gleichnamige Raumschiffkommandant Quest begibt sich vor dem Hintergrund der bevorstehenden Invasion des Reiches Gheera durch den Sternenkaiser Aleksandr X. mit seinem Fernerkundungsraumschiff MEGATAO auf die Suche nach dem "Planet des Ursprungs", auf dem das menschliche Leben seinen Anfang genommen haben soll und der die Unsterblichkeit verheißt. Auf seiner Reise hat er dabei direkte und indirekte Berührungspunkte mit den Streitkräften des Sternenimperiums.
Andreas Eschbachs Werk "Eines Menschens Flügel" ist in der Zeit des Sternenkaisers Aleksandr IV. angesiedelt. Hier leben gentechnisch modifizierte und mit Flügeln versehene Menschen auf einem für das Sternenreich als unbewohnbar geltenden Planeten, welche hier durch ihre Urahnen bewusst vor einer Entdeckung durch dieses Imperium geschützt wurden.

## Auszeichnungen
- 1995 Literaturpreis des Science-Fiction-Clubs Deutschland
- 2000 Prix Bob Morane (Belgien)
- 2001 Grand Prix de l’Imaginaire (Frankreich)

## Ausgaben
- 1995 Erstausgabe als Hardcover im Schneekluth-Verlag, ISBN 3-7951-1371-7.
- 1998 Taschenbuchausgabe beim Wilhelm Heyne Verlag, ISBN 3-453-13318-8.
- 2005 Taschenbuchausgabe bei Bastei Lübbe, ISBN 3-404-24337-4. Neuausgabe 2012, ISBN 978-3-404-20697-1 und 2021, ISBN 978-3-404-20979-8.
- 2012 Hörbuch (gesprochen von Sascha Rotermund), Lübbe Audio, Köln, ISBN 978-3-7857-4686-8.

## Übersetzungen
- französisch: Des milliards de tapis de cheveux. Éditions L'Atalante, 1999, ISBN 2-84172-111-6 (übertragen von Claire Duval), Neuausgabe J'ai lu, Paris 2005, ISBN 2-290-33013-2
- tschechisch: Tkalci gobelinu. Albatros 2001 (übersetzt von Ondřej Müller)
- italienisch: Miliardi di tappeti di capelli. Solaria, Fanucci Editore 2001, ISBN 88-347-1165-3 (übertragen von R. Benatti)
- polnisch: Gobeliniarze. Solaris, 2004 (übertragen von Joanna Filipek)
- spanisch: Los tejedores de cabellos. Bibliópolis, Madrid 2004, ISBN 978-84-96173-04-0 (übertragen von José María Faraldo)
- englisch: The Carpet Makers. Tor Books, 2005, ISBN 0-7653-0593-3 (übertragen von Doryl Jensen)
- ungarisch: Hajszönyegszövök. Metropolis, Budapest 2009, ISBN 978-963-9828-26-1 (übersetzt von Csaba Varga)